# Alchemilla kornasiana
Alchemilla kornasiana é uma espécie de rosácea do gênero Alchemilla, pertencente à família Rosaceae.